# ATP 컵
ATP 컵(ATP Cup)은 2020년부터 2022년까지 진행된 국제 야외 하드 코트 남자 테니스 팀 토너먼트였다. 이 토너먼트는 오스트레일리아 오픈을 앞두고 10일 동안 호주 1~3개 도시에서 열렸으며 12, 16일부터 16일까지의 팀이 참여했다. 또는 24개국. 이번 대회는 1978년부터 2012년까지 뒤셀도르프에서 열린 ATP 월드 팀 컵 이후 첫 ATP 팀 대회였다.

## 같이 보기
- 유나이티드 컵
- 호프먼 컵